# Plagiotriptus hippiscus
Plagiotriptus hippiscus är en insektsart som först beskrevs av Gerstaecker 1869.  Plagiotriptus hippiscus ingår i släktet Plagiotriptus och familjen Thericleidae. Inga underarter finns listade i Catalogue of Life.